# 1625 The NORC
1625 The NORC este un asteroid din centura principală, descoperit pe 1 septembrie 1953, de Sylvain Arend.